# FK Chimik Swetlahorsk
Der FK Chimik Swetlahorsk war ein belarussischer Fußballverein aus Swetlahorsk.

## Geschichte
Der Verein wurde 1971 unter dem Namen Bumajnik Swetlahorsk gegründet. Während er in den folgenden Jahren nicht über den Ligabetrieb der belarussischen Sowjetrepublik nicht hinauskam, wechselte er mehrfach den Namen. Hieß er ab 1973 Stroitel Swetlahorsk, so folgte bereits im Jahr darauf die Umbenennung in Burowik Swetlahorsk. Im Jahr 1976 nahm der Klub erstmals den Namen Chimik Swetlahorsk an, den er bis 1986 beibehielt. Nach einer kurzzeitigen Rückkehr zum Ursprungsnamen Bumajnik Swetlahorsk kehrte man 1987 wieder zu Chimik Swetlahorsk zurück.
Nach der Auflösung der Sowjetunion und der damit verbundenen Wettbewerbe wurde er 1992 in die neu gegründete Perschaja Liha aufgenommen. Hier etablierte er sich in der Folgezeit, zwischen 1997 und 2000 trat er dabei als Kommunalnik Swetlahorsk an. Fast dreißig Jahre gehörte er der zweithöchsten Spielklasse an, ehe er sich im Sommer 2021 aufgrund finanzieller Probleme aus dem Ligabetrieb zurückzug. Zuvor waren dem Klub wegen der Beteiligung an Spielmanipulationen bereits neun Punkte abgezogen worden und er musste in der Relegation gegen den FK Maladsetschna aus der Druhaja Liha antreten, die trotz sportlichem Erfolg bedeutungslos blieb.
Nach der Insolvenz meldete sich der FK Swetlahorsk als neuer Klub im Spielbetrieb an und erhielt ein Startrecht in der drittklassigen Druhaja Liha.